# Yêu vì tiền, điên vì tình
Yêu vì tiền, điên vì tình (tiếng Trung: 我談的那場戀愛, tiếng Anh: Love Lies) là một bộ phim điện ảnh Hồng Kông thuộc thể loại hài – lãng mạn – chính kịch ra mắt vào năm 2024 do Hà Diệu Kỳ làm đạo diễn kiêm viết kịch bản trong tác phẩm đạo diễn đầu tay của mình, và được Hội đồng phát triển phim Hồng Kông (Hong Kong Film Development Council) hỗ trợ tài chính sản xuất. Với sự tham gia diễn xuất của hai diễn viên chính Ngô Quân Như và Trương Thiên Phú, cùng các diễn viên phụ gồm Đặng Lệ Hân, Trương Cẩm Trình và Trần Huy Hồng, bộ phim theo chân một câu chuyện tình lãng mạn khi Dư Tiếu Cầm – một bác sĩ có cuộc sống cô độc vô tình phải lòng Lý Vĩ Tổ, một thanh niên nằm trong nhóm lừa đảo trực tuyến.
Sau khi tham gia viết kịch bản của bộ phim Siêu mèo (2017), Hà Diệu Kỳ bắt đầu phát triển kịch bản của mình khi đại dịch COVID-19 đang diễn ra phức tạp, và kịch bản sau đó đã giành chiến thắng trong cuộc thi Sáng kiến phim điện ảnh đầu tiên (First Feature Film Initiative) lần thứ 6 vào năm 2020. Bộ phim được ghi hình từ tháng 6 đến tháng 8 năm 2023 tại những địa điểm ở Hồng Kông và Hokkaido. Phần nhạc nền của bộ phim do Đới Vĩ biên soạn, với Trương Thiên Phú thể hiện ca khúc chủ đề của bộ phim với tựa đề "Penpal".
Yêu vì tiền, điên vì tình có buổi ra mắt tại liên hoan phim quốc tế Hồng Kông vào ngày 29 tháng 3 năm 2024, sau đó tác phẩm được phát hành tại Hồng Kông vào ngày 12 tháng 9 năm 2024 và tại Việt Nam vào ngày 21 tháng 3 năm 2025, với Hồng Đào và Quốc Trường tham gia lồng tiếng cho bản Việt hóa của bộ phim. Sau khi ra mắt, tác phẩm nhận về những lời khen ngợi từ giới chuyên môn và thu về 18,7 triệu HKD từ kinh phí sản xuất 8 triệu HKD. Bên cạnh đó, tác phẩm còn giành được một số giải thưởng cao quý, bao gồm hai đề cử tại giải Kim Mã lần thứ 61 và năm đề cử tại giải thưởng điện ảnh Hồng Kông lần thứ 43.

## Nội dung
Dư Tiếu Cầm là một bác sĩ phụ khoa thành công trong sự nghiệp song lại lận đận về chuyện đời tư. Ở một diễn biến khác, sau khi nhóm lừa đảo trực tuyến bị cảnh sát tóm gọn trong tay, Lý Vĩ Tổ – một thanh niên trẻ 26 tuổi – đã tiết lộ với cảnh sát thẩm vấn trong phiên tra khảo rằng cách nhanh nhất để khiến một người phụ nữ yêu mình chính là thói quen hằng ngày. Tiếu Cầm cũng có mặt tại đồn cảnh sát với vai trò là nhân chứng của vụ lừa đảo. 
Trong hồi tưởng của mình, Tiếu Cầm bất ngờ quẹt trúng Lý Vĩ Tổ trên một ứng dụng hẹn hò mà không biết rằng anh ta là thành viên của một nhóm lừa đảo trực tuyến. Theo đó, Vĩ Tổ bắt đầu công việc lừa đảo với vai diễn đầu tiên là một kỹ sư dầu khí trung niên người Pháp đã góa vợ. Bằng cách sử dụng phương pháp thói quen hằng ngày của mình, thông qua những dòng tin nhắn ngọt ngào và những món quà lộng lẫy, Dư Tiếu Cầm dần dà rơi vào lưới tình, bị phụ thuộc và cảm thấy không thể sống thiếu Vĩ Tổ, dù lúc bắt đầu chính cô cũng tạo cho mình một vỏ bọc khác để né tránh những cạm bẫy của chính anh ta.

## Diễn viên
- Ngô Quân Như trong vai Dư Tiếu Cầm, một bác sĩ phụ khoa vô tình nảy sinh tình cảm với Lý Vĩ Tổ mà không hề biết rằng mình trở thành mục tiêu của nhóm lừa đảo trực tuyến.[10] Hồng Đào là người lồng tiếng cho nhân vật này ở bản Việt hóa của bộ phim.[8][9]
- Trương Thiên Phú trong vai Lý Vĩ Tổ, một thanh niên trẻ làm việc cho nhóm lừa đảo trực tuyến, bắt đầu hành trình lừa đảo của mình thông qua việc giả danh là một kỹ sư dầu khí người Pháp.[10] Quốc Trường là người lồng tiếng cho nhân vật này ở bản Việt hóa của bộ phim.[8][9]
- Đặng Lệ Hân trong vai Quỳnh, một nữ biên kịch hành nghề chiến lược gia của nhóm lừa đảo trực tuyến, chuyên lên kịch bản lừa tình.[10]
- Trương Cẩm Trình trong vai Hứa Lễ Tín, người chồng quá cố của Dư Tiếu Cầm. Anh đã từng ly hôn với vợ sau một trận cãi vã trước khi đột ngột qua đời do lên cơn đau tim trong lúc lái xe.[10][11]
- Trần Huy Hồng trong vai ông Bạch, kẻ cầm đầu của nhóm lừa đảo trực tuyến.[10]

Ngoài ra, bộ phim còn có sự tham gia của Trịnh Trung Cơ trong vai Phùng Nhã Sắt, người yêu cũ của Dư Tiếu Cầm; Cốc Tổ Lâm trong vai Diana, bạn thân của Dư Tiếu Cầm; Tưởng Tổ Mạn và Lâm Diệu Thanh lần lượt trong các vai thanh tra Tiết Gia Huệ và thám từ Hoàng, hai cảnh sát được giao nhiệm vụ trấn áp nhóm lừa đảo trực tuyến; và Nghê Thần Hy trong vai Châu, một bệnh nhân giàu có của Dư Tiếu Cầm.